# Frederick Grace
Frederick „Fred” Grace (ur. 29 lutego 1884 w Edmonton, zm. 23 lipca 1964 w Ilford, Essex) – brytyjski bokser. Na letnich igrzyskach olimpijskich w 1908 w Londynie zdobył złoty medal w kategorii lekkiej. W 1920 roku na letnich igrzyskach olimpijskich w Antwerpii nie odniósł sukcesu przegrywając w drugiej swojej walce z późniejszym zwycięzcą Samuelem Mosbergiem. Z zawodu był inżynierem.